# Mładinowo
Mładinowo (bułg. Младиново) – wieś w Bułgarii w obwodzie Chaskowo, w gminie Swilengrad. Według danych szacunkowych Ujednoliconego Systemu Ewidencji Ludności oraz Usług Administracyjnych dla Ludności, 15 grudnia 2018 roku miejscowość liczyła 329 mieszkańców.
Miejscowość położona jest u podnóża góry Sakar. Znajdują się tu liczne dolmeny.